# NGC 140
NGC 140 este o galaxie spirală situată în constelația Andromeda. A fost descoperită în 8 octombrie 1866 de către Truman Henry Safford. De asemenea, a fost observată încă o dată în 5 noiembrie 1866 de către Edouard Stephan.